# Jérôme Ducros
Pour les articles homonymes, voir Ducros.
Jérôme Ducros est un pianiste et compositeur français né à Avignon le 30 novembre 1974.

## Biographie
Après des études au Conservatoire d’Orléans avec Françoise Thinat, il entre en 1990 au Conservatoire national supérieur de musique et de danse de Paris dans la classe de Gérard Frémy et Cyril Huvé. Il y obtient un premier prix de piano à l’unanimité avec félicitations du jury en 1993, puis intègre le cycle de perfectionnement jusqu’en 1995. Il suit les classes de maître de Christian Zacharias, György Sebök et Leon Fleisher. En 1994, il remporte le deuxième prix du Concours international Umberto Micheli à Milan, concours créé par Maurizio Pollini qui siégeait au jury présidé par Luciano Berio. Il y obtient également le Prix spécial pour la meilleure interprétation de l’œuvre contemporaine imposée, Incises de Pierre Boulez.
Il poursuit depuis une carrière de concertiste qui l’amène à jouer dans des salles telles que le théâtre des Champs-Élysées, le théâtre du Châtelet, la salle Pleyel, le Concertgebouw d’Amsterdam, le Wigmore Hall de Londres, le Carnegie Hall de New-York, la Philharmonie de Berlin. Parmi ses partenaires de musique de chambre : Renaud Capuçon, Gautier Capuçon, Paul Meyer, Michel Portal, Nicholas Angelich, Frank Braley, Jérôme Pernoo, Gérard Caussé, le Quatuor Ébène. Il accompagne des chanteurs tels que Dawn Upshaw, Ian Bostridge, Diana Damrau, Angelika Kirchschlager. Depuis 2007, il donne régulièrement des concerts de mélodies françaises avec Philippe Jaroussky. Il crée des œuvres de Pascal Zavaro, Henri Dutilleux, Stéphane Delplace, François Paris, Karol Beffa, Philippe Leroux, Olivier Greif, Guillaume Connesson, Jérémie Rhorer, Jacques Lenot et Pierre Boulez.
Jérôme Ducros compose depuis ses plus jeunes années, mais n’a rendu publique cette partie de son activité qu’en 2006, à la création de son Trio pour deux violoncelles et piano. En mai 2013 paraît En aparté, première monographie de l'œuvre de Ducros, contenant son Quintette avec piano et son Trio pour violon, violoncelle et piano.

## Polémique du Collège de France
Le 20 décembre 2012, Jérôme Ducros donne au Collège de France, dans le cadre de la chaire de création artistique de Karol Beffa, une conférence intitulée « L’atonalisme. Et après ? »,. Il y compare les moyens discursifs du langage tonal et des langages non-tonaux, donnant largement l’avantage aux premiers, et considère le retour de la tonalité comme inéluctable.
Cette conférence suscite rapidement une vive polémique dans le milieu musical. Le musicologue Claude Abromont réagit le 29 décembre puis le 6 janvier dans deux articles distincts, le premier consacré à la conférence proprement dite, le second consacré à la musique de Jérôme Ducros. Claude Abromont juge la critique de la musique atonale excessive, voire caricaturale. Suivent beaucoup d’exemples musicaux destinés à invalider l’argumentaire de Ducros. Les réseaux sociaux alimentent ensuite la polémique. Selon Emmanuel Dupuy,, rédacteur en chef de Diapason, Jérôme Ducros y est traité à plusieurs reprises de « nazi » par des personnalités du milieu musical. Selon Michèle Worms, directrice de la rédaction de La Lettre du Musicien, il y est accusé de « révisionnisme » et de « négationnisme ».

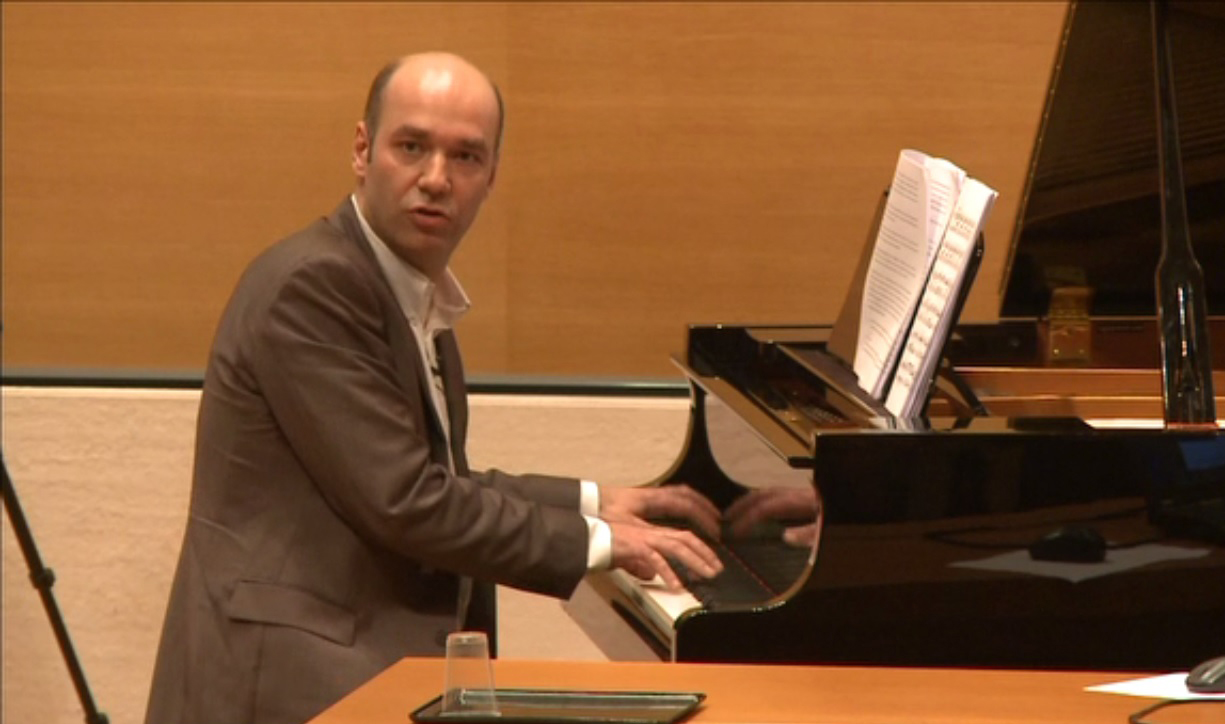
Jérôme Ducros le 20 décembre 2012 au Collège de France

Le 5 février 2013, le compositeur Pascal Dusapin, lui-même titulaire de la chaire de création artistique du Collège de France pour l’année 2006-2007, écrit une lettre à l’administrateur du Collège de France, Serge Haroche, avec copie à tous les professeurs, dans laquelle il parle de « révisionnisme musical » et regrette notamment  « qu’une institution aussi digne ait laissé un tel espace à si peu d’esprit et d’entendement ». 
Ne recevant aucune réponse à cette lettre, et sur le conseil de Pierre Boulez, que cette conférence « a rendu furieux » selon Le Nouvel Observateur, il rend sa lettre publique.
Emmanuel Dupuy prend la défense de Jérôme Ducros dans l’éditorial du numéro d’avril 2013 de Diapason : « Pourquoi tant de haine ? Sans doute parce que dans le miroir que Ducros leur a tendu, les tenants de la modernité officielle se sont trop bien reconnus. » Arnaud Merlin répond à Emmanuel Dupuy dans Les lundis de la contemporaine sur France-Musique le 25 mars, lui reprochant notamment de méconnaître la diversité de la musique contemporaine et de ne jamais fréquenter les concerts qui lui sont consacrés. Emmanuel Dupuy réplique dans son éditorial du numéro de juin 2013 de Diapason. Il revient à la polémique et à la « reductio ad Hitlerum » dont, selon lui, les détracteurs de la conférence de Jérôme Ducros ont souvent fait usage parce qu’ils étaient « à court d’arguments ». 
Au mois de mai 2013, le compositeur Philippe Manoury publie sur son blog une réponse détaillée et argumentée à la conférence de Ducros. Émaillé d’exemples musicaux (Stravinsky, Debussy, Webern, Boulez, Stockhausen,  Manoury…) qui, selon Manoury, contredisent les affirmations de Ducros, le texte se conclut par des remarques plus générales sur « le langage du ressentiment ». Il critique une certaine flatterie à l'égard de Karol Beffa et reproche à Jérôme Ducros de ne pas présenter ses propres aspirations.
Le 25 mai 2013, dans un article du Huffington Post intitulé « Quelle mouche a piqué le compositeur Pascal Dusapin ? », Olivier Bellamy prend la défense de Jérôme Ducros, lui octroyant le droit de critiquer la musique atonale sans avoir à être traité de révisionniste.

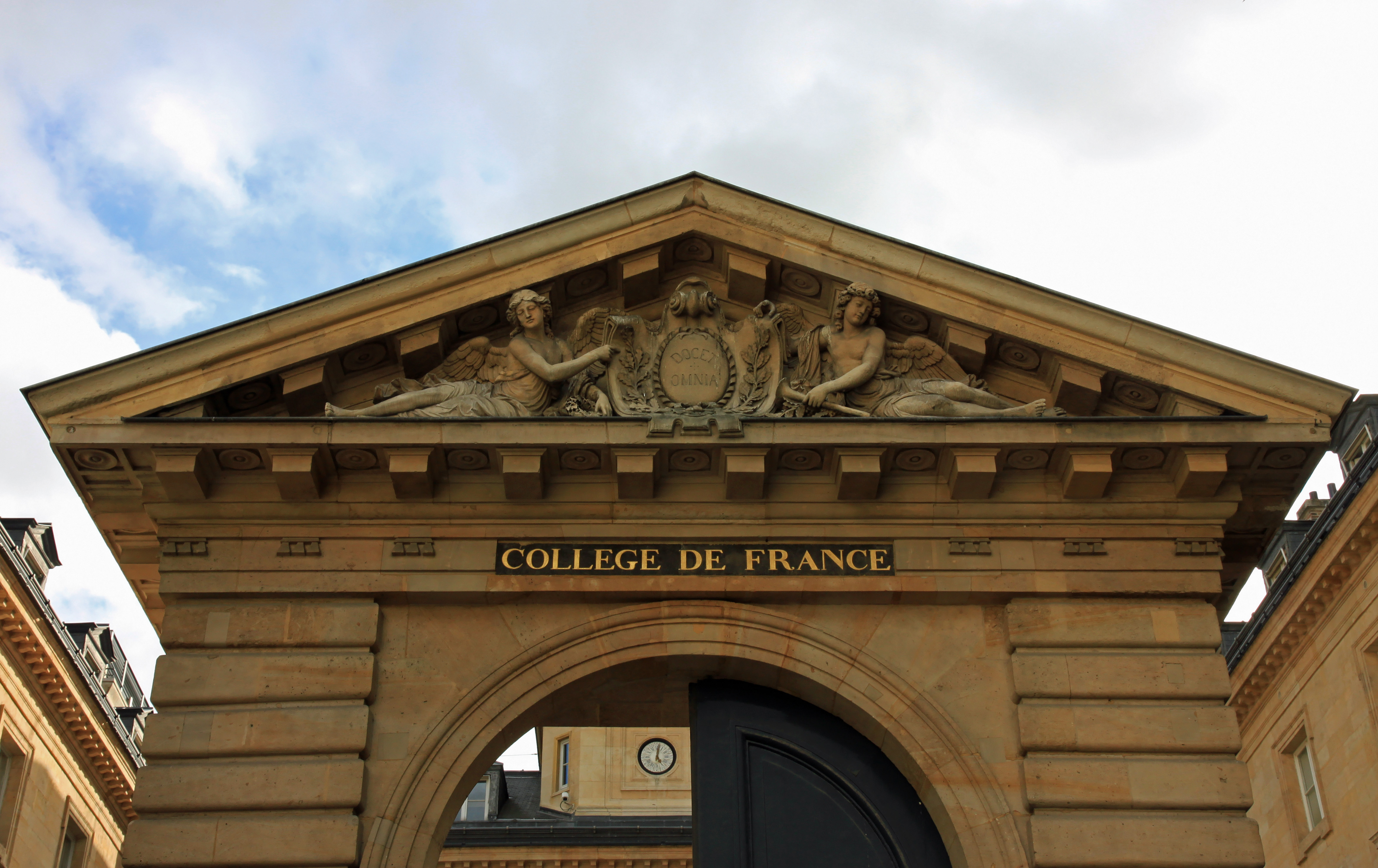
Collège de France

Le Nouvel Observateur du 30 mai 2013, sous la plume de Jacques Drillon, consacre trois pages à la polémique. 
Le 4 juin 2013, dans Le Figaro, Christian Merlin attaque les idées de Ducros. Le même jour, l’écrivain Pierre Jourde publie un billet sur son blog où il prend la défense de Ducros et Beffa. 

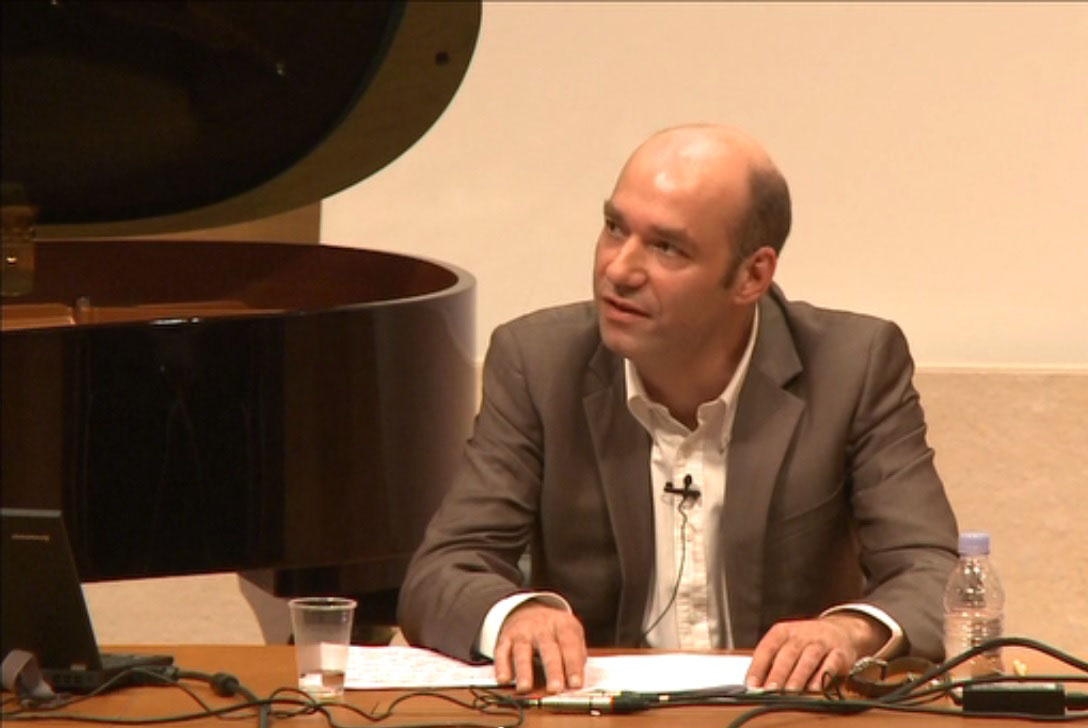
Jérôme Ducros le 20 décembre 2012 au Collège de France

Le 1er juillet 2013, un débat sur la polémique est diffusé sur France-Musique, réunissant notamment, autour d’Arnaud Merlin, Gérard Condé, Claude Abromont et Karol Beffa. Le 13 juillet 2013, Benoît Duteurtre, lui-même auteur d’une polémique en 1995 à la parution de son Requiem pour une avant-garde, publie dans Marianne un article où il défend Ducros, arguant que Ducros a un goût semblable à de nombreux mélomanes.
Jérôme Ducros lui-même s’est apparemment peu exprimé sur la question. En juin 2013, à l’occasion de la sortie du premier disque consacré à sa musique, il accorde une courte interview à la revue Classica, où il revient brièvement sur la polémique, indiquant qu'il a été insulté, plus que critiqué, à la suite de sa conférence, ce qui ne retire rien à l'admiration qu'il peut avoir pour ses détracteurs.
Au mois de juin 2013, à l’occasion d’une autre interview pour le site pianobleu.com, Ducros précise les raisons qui l’ont poussé à n’intervenir que très peu publiquement, refusant de rentrer dans une polémique stérile et trop personnelle, répondant aux insultes par d'autres insultes.
Le 9 novembre 2013, Alain Finkielkraut consacre son émission Répliques à cette polémique, et plus généralement à l'avenir de la musique contemporaine, en invitant Karol Beffa et Philippe Manoury à en débattre avec lui. Ducros a posé, selon le philosophe, « la question qui fâche », déclenchant une « véritable fureur polémique »,. Philippe Manoury, dans la même émission, parle, à propos des thèses de Ducros, de « révisionnisme ». Le 2 décembre 2013, Pierre Jourde publie à nouveau un article consacré à la controverse. Il y mentionne un texte de Jérôme Ducros. : « Attaqué, vilipendé, défendu, Ducros s’est tenu à l’écart de l’agitation. Il vient de rédiger un long mémorandum, 94 pages en petits caractères, autant dire un livre, Réponse à Philippe Manoury, dans lequel il réplique point par point, phrase par phrase à ce compositeur qui a été l’un de ses plus sévères accusateurs. » Pierre Jourde s'appuie sur le texte en question pour s'adresser à Jacques Drillon. Ce dernier, dans un article du Nouvel Observateur du 30 mai 2013, avait avancé que la réponse de Manoury  à la conférence de Ducros resterait « dans les annales de la rigueur », ce que Ducros semble contester. 

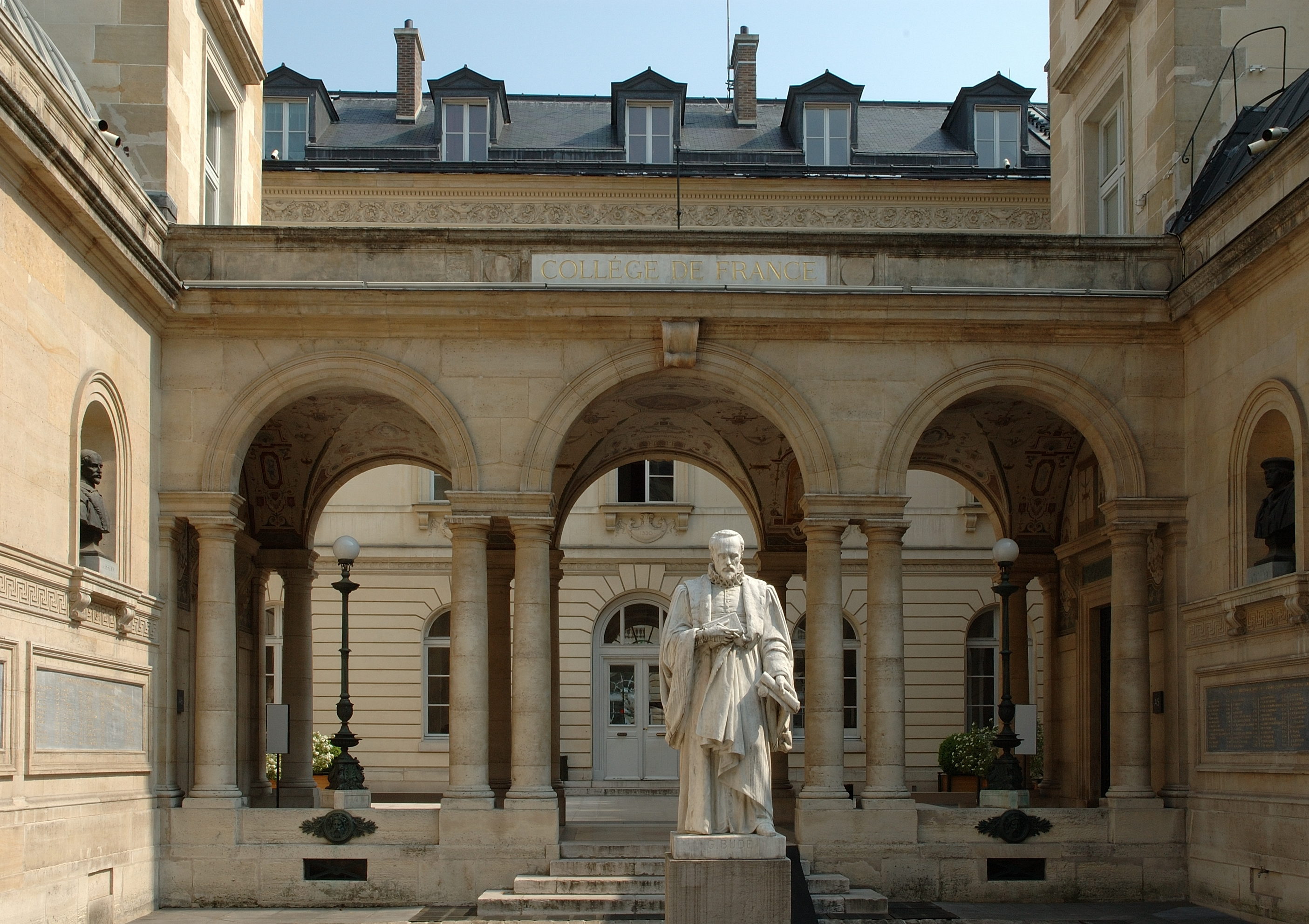
Collège de France

Le 26 mars 2014, Bertrand Dermoncourt consacre un article de L'Express à la controverse,. Le journaliste cite les grandes étapes de la polémique, puis il mentionne le texte encore inédit de Ducros dont Pierre Jourde avait révélé l'existence le 2 décembre 2013. 
Dans Le Débat d'octobre 2014, l'historien Pascal Ory consacre son article Modernisme, fin de partie ? à la conférence de Ducros et à la controverse qu'elle a suscitée. 
Dans son livre L'Homme dévasté, paru en 2015 à titre posthume, le philosophe Jean-François Mattéi, qui se livre à une critique de la déconstruction au XXe siècle dans différents domaines (le langage, le monde, l'art, le corps), prend appui sur la conférence de Ducros pour évoquer la déconstruction musicale, qui se traduit par la suppression de la tonalité. Pourtant selon Mattéi, les écrits mêmes de Pierre Boulez, en attestant d'une volonté déconstructrice, corroborent les observations de Ducros. : « Pierre Boulez affirme, dans Points de repère, que « l'œuvre n'est plus cette architecture dirigée allant d'un « commencement » vers une « fin » à travers certaines péripéties ; les frontières sont volontairement anesthésiées, le temps de l'écoute devient non directionnel – des bulles de temps si l'on veut ». Jérôme Ducros ne disait pas autre chose que Boulez dans sa conférence quand ce dernier affirmait que le temps de l'écoute musicale était devenu non directionnel. 
Le 14 mars 2016, sur Radio Classique, Luc Ferry conseille aux auditeurs de regarder la conférence de Jérôme Ducros, qui, selon lui, « critique de manière extrêmement intelligente cette musique sérielle dodécaphonique ringarde et passée aux oubliettes de l'histoire, comme le Nouveau roman. »
Pour l’année 2017-2018, un séminaire du musicologue Philippe Cathé, pour les Master 1 et 2 de musicologie de l’Université Paris-Sorbonne, est intitulé : Analyse d’une polémique : la conférence de Jérôme Ducros au Collège de France et ses commentaires dans le monde musical.

## Écrits sur la musique
Jérôme Ducros a publié dans la revue Commentaire n°129, parue au printemps 2010, un texte qui défend le retour de la tonalité en musique. Il y ébauche une histoire de la modernité dans laquelle il dissocie esthétique et attitude modernes, considérant que c'est une erreur de confondre les deux.
Il a publié le 16 avril 2010 dans le journal Libération une tribune libre où il reprend en les résumant les grandes lignes de l’article pré-cité, en y ajoutant qu’après les expériences artistiques extrêmes du XXe siècle, tout acte artistique est inévitablement un retour.

## Discographie sélective
- Hommage à Jane Bathori, Dawn Upshaw (soprano), Jérôme Ducros (piano), Erato, 1999.
- Franz Schubert, Les Fantaisies pour piano, Jérôme Ducros (piano), Ligia Digital, 2001.
- Sergueï Rachmaninov, Franck Bridge, sonates pour violoncelle et piano, Jérôme Ducros (piano), Jérôme Pernoo, violoncelle, Ogam, 2003
- Ludwig van Beethoven, Trios op. 11 et op. 38, Jérôme Ducros (piano), Florent Héau (clarinette), Henri Demarquette (violoncelle), Zig Zag Territoires, 2005
- Franz Schubert, Œuvres pour violon et piano, Renaud Capuçon (violon), Jérôme Ducros (piano), Virgin Classics, 2006
- Capriccio, Œuvres pour violon et piano, Renaud Capuçon (violon), Jérôme Ducros (piano), Virgin Classics, 2008
- Gabriel Fauré, Ballade et Fantaisie pour piano et orchestre, Orchestre de Bretagne, Moshe Atzmon (dir.), Jérôme Ducros (piano), Timpani Records, 2009
- Ludwig van Beethoven, Œuvres pour violoncelle et piano, Jérôme Pernoo (violoncelle), Jérôme Ducros, (piano), Ligia Digital, 2009
- Opium, Philippe Jaroussky (contre-ténor), Jérôme Ducros (piano), Renaud Capuçon, violon, Gautier Capuçon, violoncelle, Emmanuel Pahud, flûte, Virgin Classics, 2009.
- Guillaume Connesson : Musique de chambre, Jérôme Ducros (piano), Jérôme Pernoo (violoncelle), Lise Berthaud (alto), Sergey Malov et Ayako Tanaka (violon), Florent Héau (clarinette), collection Pierre Bergé, 2012
- Francis Poulenc, Claude Debussy, Alan Ridout : Contes, Laurence Ferrari (récitante), Jérôme Ducros (piano), et Renaud Capuçon (violon), Virgin Classics, 2012
- En aparté, Œuvres de Jérôme Ducros : Mi Sa Yang (violon), Sergey Malov (violon), Jérôme Pernoo (violoncelle), Gérard Caussé (alto), Jérôme Ducros (piano), Decca, 2013
- Green, Mélodies et chansons françaises sur des poèmes de Paul Verlaine, Philippe Jaroussky (contre-ténor), Quatuor Ébène, Jérôme Ducros (piano et arrangements), et la participation de Nathalie Stutzmann (contralto), Erato, 2015
- Intuition, pièces de concert pour violoncelle et piano (notamment Encore de Jérôme Ducros), et violoncelle et orchestre, avec Gautier Capuçon, l'Orchestre de chambre de Paris dirigé par Douglas Boyd, et Jérôme Ducros (piano), Erato, 2018
- Johannes Brahms, Trio op. 114 et Quintette op. 115, avec Florent Héau, Jérôme Pernoo et le Quatuor Voce, Klarthe, 2018
- Sergueï Rachmaninov, Nikolaï Miaskovski, sonates pour violoncelle et piano, avec Bruno Philippe (violoncelle) et Jérôme Ducros (piano), harmonia mundi, 2019
- Émotions, album de Gautier Capuçon : pièces pour violoncelle, piano et orchestre, de Franz Schubert, Felix Mendelssohn, Piotr Ilitch Tchaïkovski, Antonín Dvořák, Gabriel Fauré, Erik Satie, Claude Debussy, Astor Piazzolla, Édith Piaf, Leonard Cohen, Michael Nyman, Ludovico Einaudi, Max Richter... Gautier Capuçon (violoncelle), Jérôme Ducros (piano et arrangements), Orchestre de chambre de Paris, Adrien Perruchon (dir.), Erato-Warner Classics, 2020

## Œuvres principales
- Encore pour violoncelle et piano (2000)
- Private Joke pour violoncelle et piano (2003)
- Trio pour deux violoncelles et piano (2006)
- Trio pour violon, violoncelle et piano (2007)
- La Mort du Poète (poème d'Alphonse de Lamartine), pour voix de basse, quatuor à cordes et piano (2008)
- Quintette pour piano et cordes (2009)
- Les Heures Claires (poème d'Émile Verhaeren), pour mezzo-soprano, clarinette, violoncelle et piano (2010)
- Fantaisie pour violoncelle et piano (2012)
- Concerto pour violoncelle, piano et orchestre (2016)
- Les Horloges (poème d'Émile Verhaeren), pour mezzo-soprano, clarinette, violoncelle et piano (2017)